# Борисова, Людмила (легкоатлетка)
Людми́ла Бори́сова (род. 8 марта 1966, Ленинград) — советская и российская легкоатлетка, специалистка по бегу на средние дистанции. Выступала за сборные СССР, СНГ и России по лёгкой атлетике в 1983—1996 годах, многократная победительница и призёрка национальных чемпионатов, чемпионка летней Универсиады, действующая рекордсменка мира в эстафете 4 × 800 метров, участница летних Олимпийских игр в Атланте. Представляла Санкт-Петербург (Ленинград). Мастер спорта международного класса.

## Биография
Людмила Борисова родилась 8 марта 1966 года в Ленинграде.
Занималась лёгкой атлетикой в добровольном спортивном обществе «Динамо», проходила подготовку под руководством заслуженного тренера РСФСР Владимира Александровича Беленицкого.
В 1982 году в составе второй команды РСФСР одержала победу в эстафете 4 × 400 метров на чемпионате СССР в Киеве.
Впервые заявила о себе на международном уровне в сезоне 1983 года, когда вошла в состав советской национальной сборной и побывала на летней Универсиаде в Эдмонтоне, откуда привезла награду золотого достоинства, выигранную в эстафете 4 × 400 метров. Показанное их командой время 3:24,97 ныне остаётся рекордом Универсиад.
В 1984 году выступила на чемпионате Европы в помещении в Гётеборге — стартовала в беге на 800 метров, но не смогла преодолеть предварительный квалификационный этап. Также в этом сезоне на соревнованиях в Москве вместе с соотечественницами Надеждой Олизаренко, Любовью Гуриной и Ириной Подъяловской установила мировой рекорд в эстафете 4 × 800 метров (7:50,17), который с тех пор никто не смог превзойти.
В 1987 году в составе команды Ленинграда выиграла бронзовую медаль в эстафете 4 × 800 метров на чемпионате СССР в Брянске.
В 1989 году бежала 3000 метров на чемпионате мира в помещении в Будапеште, став в финале шестой.
В 1991 году стала чемпионкой страны в беге на 3000 метров, выиграв первенство в рамках Спартакиады народов СССР в Киеве. Будучи студенткой, представляла страну на летней Универсиаде в Шеффилде, где в финале финишировала четвёртой. Помимо этого, отметилась выступлением на чемпионате мира в Токио, где в той же дисциплине показала тринадцатый результат.
В 1992 году участвовала в чемпионате СНГ по лёгкой атлетике в Москве, получив в беге на 1500 метров серебро.
После распада Советского Союза Борисова представляла на международных соревнованиях сборную России. Так, в 1993 году она стала серебряной призёркой открытого чемпионата России в Москве в беге на 3000 метров, уступив в финале только Елене Романовой. Позже на чемпионате мира в Штутгарте стала восьмой.
На домашнем чемпионате России 1994 года в Санкт-Петербурге выиграла серебряную медаль в беге на 1500 метров, финишировав позади Людмилы Рогачёвой, при этом в своей основной дисциплине 3000 метров стартовать не стала, получив освобождение от необходимости отбора в сборную. На международной арене — одержала победу на Кубке Европы в Бирмингеме, была четвёртой на Играх доброй воли в Санкт-Петербурге и пятой на чемпионате Европы в Хельсинки. Выиграла серебряную медаль в беге на 5000 метров на Финале Гран-при ИААФ в Париже — здесь её обошла ирландка Соня О’Салливан.
В 1995 году выиграла чемпионат России в Москве в беге на 1500 метров. На чемпионате мира в Гётеборге в той же дисциплине финишировала пятой.
На чемпионате России 1996 года в Санкт-Петербурге стала серебряной призёркой на дистанции 1500 метров, уступив в финале Светлане Мастерковой. Благодаря череде удачных выступлений удостоилась права защищать честь страны на летних Олимпийских играх в Атланте — в программе бега 1500 метров благополучно отобралась в финал, тогда как в решающем забеге с результатом 4:03,56 пришла к финишу седьмой.